# 火矢

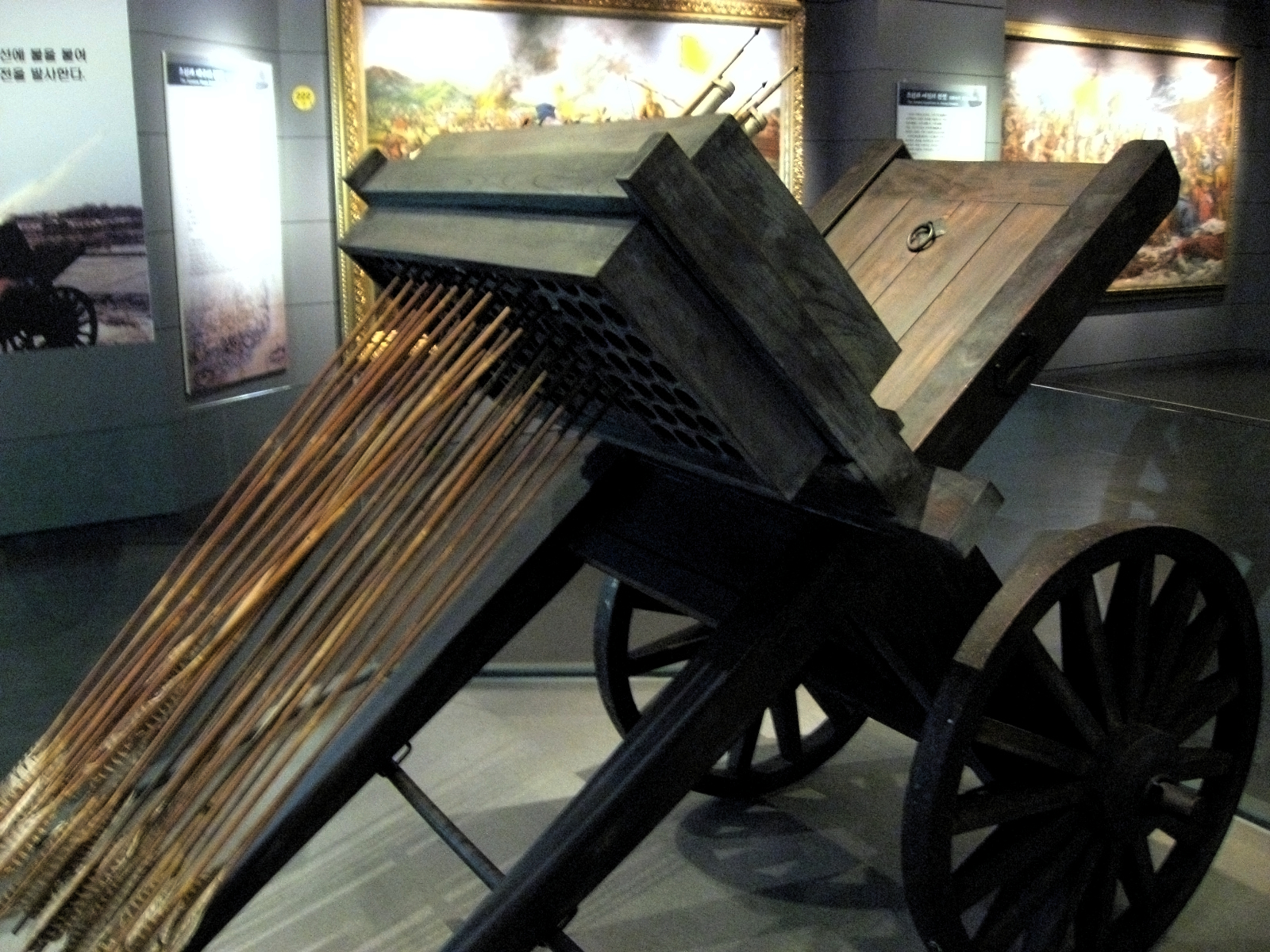
火矢

火矢（ひや）とは、敵方の建築物に遠距離から火を放つための矢のこと。現代の焼夷弾に相当する投射武器の総称である。火箭（かせん）ともいう。

## 概要
元は常用の矢の鏑の目の孔の部分に油紙などの燃えやすい物体を詰めて発火させてから射る物であったが、火薬の伝来とともに油紙の代わりに矢先に火薬を巻きつけて矢を飛ばす間に矢の頭部より導火線を通じて火薬に引火させる焙烙火矢なども現れた。後者の様な兵器は前者と区別する為、火箭（中国語でロケットの意味）と区別する場合もある。
これらは遠隔で火を放つために利用される。多くは複数箇所から連続して火矢を放つ。防戦側の消火能力を上回る火矢を投入することで飽和攻撃とする。
後に発達した焙烙火矢では、到達すると筒状のペイロードとなる火薬筒が割れて内容物が燃焼しながら撒き散らされる。より広範囲に火炎を発生させ、延焼性を高める。
文献上では、『日本書紀』欽明天皇15年（554年）12月条に、12月9日（555年1月17日）に新羅を攻めた際、日本兵の筑紫物部莫奇委沙奇（つくしのもののべのまがわさか）が火矢（ひのや）を射るのが上手く、夕方には城を焼いて落とした、と記述がある。
貝原益軒は、自著『和漢名数続編』（元禄年間）において、「武芸十四事」中に石火箭（大砲）と共に、「火箭（ひや）」も記している。

## 日本以外の火矢
日本以外でも火矢を使う戦術はしばしば行われたが、この中では海戦初期の木造船の時代（ガレー船時代の海戦戦術）にギリシア火薬と並んで船舶に焼き討ちを掛け、帆船の帆に火を放ち行動不能にさせるものが見られる。ガレー船に対しても焼き討ちすることで相手陣を混乱させ、船員を消火活動に忙殺させた。

## 劇中の火矢
時代劇でもしばしば登場するが、こちらは撮影セットが本当に火災を起こすと撮影どころではないため、安全上針金やワイヤをガイドとしてそこに吊り下げた火矢を滑らせて空中を飛翔する様子を再現したり、または燃えにくい壁面に予め火矢を刺して着火し、針金を使って離れた場所から引き抜き、フィルムを逆回しして飛んできた火矢が刺さる様子を再現するなどの工夫が凝らされる。
火矢は演出としても用いられ、1992年のバルセロナオリンピックの聖火台は、火矢によって点火された。